# Carnê-leão
Carnê-leão é uma forma de recolhimento mensal de imposto de renda de pessoas físicas do Brasil definida conforme as instruções da Secretaria da Receita Federal.
É cobrado de quem não está sujeito ao recolhimento na fonte, relativamente aos rendimentos recebidos de outras pessoas físicas ou de fontes situadas no exterior. Geralmente estão sujeitos a este tipo de recolhimento os autônomos e profissionais liberais. O imposto é calculado com base nos valores da tabela progressiva mensal constante em Instrução Normativa da SRF.
A base de cálculo sujeita à incidência mensal do imposto de renda é determinada mediante a dedução das seguintes parcelas do rendimento tributável:
1. as importâncias pagas em dinheiro a título de pensão alimentícia em face das normas do Direito de Família, quando em cumprimento de decisão judicial ou acordo homologado judicialmente, inclusive a prestação de alimentos provisionais;
2. determinada quantia por dependente (essa quantia pode mudar de um ano para outro);
3. as contribuições para a Previdência Social da União, dos Estados, do Distrito Federal e dos Municípios;
4. as despesas escrituradas no livro Caixa.